# Bridgewater (Tasmania)
Bridgewater – dzielnica miasta Hobart położona w gminie Brighton na wschodnim brzegu rzeki Derwent. Przebiega tenty autostrada Midland oraz dzielnice z zachodnim brzegiem łączy most Bridgewater. Głównym obszarem handlowym jest Cove Hill Shopping Centre, który obejmuje supermarket i kilka sklepów.